# 藤井藩
藤井藩（ふじいはん）は、越後国刈羽郡藤井村（現在の新潟県柏崎市藤井）を居所として、江戸時代初期にごく短期間存在した藩。1616年に稲垣重綱が2万石で入封したが、1620年に加増された際に居城を移し、越後三条藩となった。

## 歴史
元和2年（1616年）、上野国伊勢崎藩1万石の藩主であった稲垣重綱が、1万石を加増された上で越後国に領知替えされて立藩した。重綱は前年の大坂夏の陣に従軍し、5月7日の天王寺・岡山の戦いで戦功を挙げている。
重綱は鯖石川下流域の藤井村に築城と新しい城下町の建設に着手したが、それらは中途に終わった。元和6年（1620年）、越後国蒲原郡内で3000石を加増されたため、新領地の三条城に居城を移した（三条藩）。これにより藤井藩は廃藩となった。

## 歴代藩主
稲垣家
譜代。2万石。
1. 重綱（しげつな）

## 領地
藤井藩の領地は、刈羽郡の藤井付近と、魚沼郡の小千谷方面に広がっていたと推定されている。
「藤井」の地名は室町時代から見られる。藤井には、鯖石川からの取水・灌漑施設である「藤井堰」があった。文禄4年（1595年）、上杉景勝の重臣であった直江兼続が「藤井堰掟書」を下し、新田開発を進めた記録が残されており、藤井堰はこの頃に造営されたものと見られる。